# Darmstädter Echo
Darmstädter Echo (DE), tysk dagstidning i Darmstadt.
Den första utgåvan skedde 21 november 1945.
Darmstädter Echo har en upplaga på 41 884 (2017) exemplar.